# Кнебель Йосип Миколайович
Йосип Миколайович Кне́бель (21 вересня 1854, м. Бучач — 14 серпня 1926, м. Москва, нині РФ) — російський книговидавець, культуролог, меценат єврейського походження. Батько Марії Кнебель.

## Життєпис
Народився 21 вересня 1854 року в м. Бучачі (Королівство Галичини та Володимирії, Австрійська імперія, нині Тернопільська область, Україна).
Від 1867 — у місті Відень (нині Австрія), де закінчив гімназію, філологічний факультет університету (1876), Академію комерційних наук (1878).
Від 1880 — у Москві. 1882 — співзасновник 1-ї в Росії спеціалізованої книготорговельної фірми «Ґросман і Кнебель», яка мала відділи в містах Санкт-Петербург, Варшава, Київ та ін., торгувала книгами у країнах Європи.
Від 1890 — власник книжкового магазину та «Бібліотеки для читання». Основоположник видавництва книг для дітей дошкільного віку (книжки-ширми, книжки-розмальовки) та «Подарункової серії».
Залучив до співпраці українського художника Георгія Нарбута, меценат його навчання в художній студії в місті Мюнхен (Німеччина). Як видавець не раз брав участь у міжнародних книжкових виставках.
У 1915 заснував товариство наочних посібників, яке після жовтневого перевороту в Росії було націоналізовано. Від 1925 — завідувач видавництва Третьяковської галереї (м. Москва). Випустив понад 700 різножанрових видань, у тому числі 400 для дітей. Серед виданих книг — «История русского искусства» (1910—1916; 6 тт., укр. Історія російського мистецтва) під редакцією І. Грабаря, ілюстрації монографії про художників В. Врубеля, І. Левітана, В. Сєрова.